# Relais 4 × 400 mètres féminin aux Jeux olympiques d'été de 1980
Navigation
Montréal 1976 Los Angeles 1984
L'épreuve du relais 4 × 400 mètres féminin aux Jeux olympiques de 1980 s'est déroulée les 31 juillet et 1er août 1980 au Stade Loujniki de Moscou, en URSS. Elle est remportée par l'équipe d'URSS (Tatyana Prorochenko, Tatyana Goistchik, Nina Zyuskova et Irina Nazarova) dans le temps de 3 min 20 s 2.

## Résultats

### Finale
| Rang               | Athlète                                                                 | Pays               | Temps        |
| ------------------ | ----------------------------------------------------------------------- | ------------------ | ------------ |
| Médaille d'or      | Tatyana Prorochenko Tatyana Goistchik Nina Zyuskova Irina Nazarova      | Union soviétique   | 3 min 20 s 2 |
| Médaille d'argent  | Barbara Krug Gabriele Löwe Christina Brehmer-Lathan Marita Koch         | Allemagne de l'Est | 3 min 20 s 4 |
| Médaille de bronze | Linsey MacDonald Michelle Probert Joslyn Hoyte-Smith Donna Hartley      | Royaume-Uni        | 3 min 27 s 5 |
| 4                  | Iboia Korodi Niculina Lazarciuc Maria Samungi Elena Tarfta              | Roumanie           | 3 min 27 s 7 |
| 5                  | Irén Orosz Judit Forgács Éva Tóth Ilona Pál                             | Hongrie            | 3 min 27 s 9 |
| 6                  | Grazyna Oliszewska Elzbieta Katolik Jolanta Januchta Malgorzata Dunecka | Pologne            | 3 min 27 s 9 |
| 7                  | Lea Alaerts Régine Berg Anne Michel Rosine Wallez                       | Belgique           | 3 min 31 s 6 |
| 8                  | Svobodka Damianova Rositsa Stamenova Milena Andonova Bonka Dimova       | Bulgarie           | DNF          |

## Légende
Records et Performances
- AR : Record continental (area record)
- CR : Record des championnats (championship record)
- MR : Record du meeting (meet record)
- NR : Record national (national record)
- OR : Record olympique (olympic record)
- PR : Record paralympique (paralympic record)
- PB : Record personnel (personal best)
- SB : Meilleure performance personnelle de la saison (season's best)
- WL : Meilleure performance mondiale de l'année (world leader)
- WJR : Record du monde junior (world junior record)
- WR : Record du monde (world record)

Circonstances et Conditions
- DNF : N'a pas terminé (did not finish)
- DNS : N'a pas pris le départ (did not start)
- DQ : Disqualification (disqualification)
- NM : Aucun essai valable enregistré (No Mark)
- Q : Qualifié « directement » au prochain tour (ou à la prochaine compétition), lors d'une compétition majeure, grâce au classement ou à la réalisation des minima (automatic qualifier)
- q : Qualifié au prochain tour (ou à la prochaine compétition), lors d'une compétition majeure, grâce au repêchage ou à la réalisation de l'une des meilleures performances parmi celles des « non qualifiés directement » (grâce au meilleur temps ou à la meilleure distance par exemple) (secondary qualifier)